# 박정호 (1945년)
박정호(1945년 ~ 2024년 2월 18일)은 대한민국의 외교관이다.

## 학력
- 경복고등학교 (졸업)
- 서울대학교 (독어독문학 / 학사)

## 약력
- 한일의원연맹 사무총장
- 주(駐) 센다이 총영사

## 생애
1945년 출생했으며 경복고등학교와 서울대학교 독문학과를 졸업한 후 1969년 서울신문 기자로 사회생활을 시작했다. 이후 외교부 입사를 통해 외교관으로 활약하며 대한민국의 외교 발전에 힘썼다.1980년 국무총리 비서관을 거쳐 나이지리아대사관·일본대사관·시카고 총영사관 등의 공보관과 1993년 일본대사관 한국문화원장을 역임했다. 1996년 대통령 공보2비서관, 1998년~1999년 대통령 해외언론비서관, 2000년 국무총리 공보수석비서관을 거쳐 2001년부터 센다이 총영사로 일했다. 후에 2005∼2020년 한일의원연맹 사무총장을 지냈고, 2014년에는 동북아역사재단 자문위원에 위촉되기도 했다.

### 사망
2024년 2월 18일 세상을 떠났다. 향년 78세.